# Hans-Joachim Ziesing
Hans-Joachim Ziesing (* 23. August 1943 in Dernbach) ist ein deutscher Energie- und Umweltökonom.

## Leben
Ziesing legte in Hagen das Abitur ab und studierte von 1963 bis 1969 Volkswirtschaftslehre an der Universität zu Köln und an der Freien Universität Berlin, wo er sein Studium nach einigen Freisemestern (wegen der aktiven Mitgliedschaft in studentischen Gremien, insbesondere Konvent und ASTA) mit dem Diplom rer. pol. im Jahr 1969 abschloss. Im Jahr 1983 wurde er an der Technischen Universität Berlin mit einer Analyse der Wirtschaftlichkeitsschwelle und der Produktionskapazitäten bei neuen Technologien zur Energieeinsparung zum Dr. rer.oec. promoviert.
Von 1969 bis 2006 war er am Deutschen Institut für Wirtschaftsforschung in Berlin tätig, zunächst als wissenschaftlicher Referent. Von 1982 bis 2004 arbeitete er dort als Abteilungsleiter, zuletzt in der Abteilung „Energie, Verkehr, Umwelt“. Von 2004 bis 2006 wirkte er beim DIW als Senior Executive. Nach seinem altersbedingten Ausscheiden aus dem Institut blieb er als freiberuflicher Consultant an zahlreichen Forschungs- und Beratungsprojekten beteiligt. Seine freiberufliche Tätigkeit beendete er Anfang 2020.
Neben seiner Tätigkeit im DIW Berlin war er von 1994 bis 2019 geschäftsführendes Vorstandsmitglied der Arbeitsgemeinschaft Energiebilanzen  (AGEB), in der er das Institut schon seit Anfang der 1970er Jahre als Mitglied vertreten hatte.  Zudem fungierte Ziesing als Senior Policy Advisor des Ecologic-Instituts für Internationale und Europäische Umweltpolitik, Senior Research Associate am Forschungszentrum für Umweltpolitik (FFU) der Freien Universität Berlin  sowie Senior Research Associate der DIWEcon.
Im Rahmen der Internationalen Klimaschutzinitiative, aber auch unabhängig davon, war Ziesing zudem tätig in der Beratung von Regierungen verschiedener Länder (China, Israel, Kasachstan, Korea, Luxemburg, Marokko, Namibia, Taiwan, Tschechische Republik).
Ziesing veröffentlichte zahlreiche Fachpublikationen und hält Vorträge bei nationalen und internationalen Konferenzen und Workshops.

## Forschungsschwerpunkte
Ziesings Forschungsarbeiten umfassen ein weites Themenspektrum, darunter energiewirtschaftliche und umweltrelevante Analysen sowie Prognosen und Szenarien auf gesamtwirtschaftlicher und sektoraler Ebene, Ökonomie von Energiesystemen, insbesondere von erneuerbaren Energien und Kraft-Wärme-Kopplungssystemen, gesamtwirtschaftliche und sektorale Energieeffizienz-Indikatoren, Interdependenzen zwischen Energie und Umwelt, Analysen der umweltrelevanten Auswirkungen unterschiedlicher Energiestrategien, strategische Empfehlungen zur Energie- und Umweltpolitik, zum Ausstieg aus der Kernenergie, zur Klimaschutzpolitik sowie Analysen der Entwicklung der weltweiten CO2-Emissionen.
Hervorzuheben sind ebenfalls die Beteiligungen an grundlegenden Studien zur Implementation des Emissionshandels in Deutschland entsprechend der europäischen Emissionshandelsrichtlinien, die Arbeiten im Zusammenhang mit den Studien zur Entwicklung von Politikszenarien zum Klimaschutz sowie die wissenschaftliche Begleitung der Nationalen Klimaschutzinitiative der Bundesregierung einschließlich der Beteiligung an der Evaluation der in deren Rahmen der durchgeführten Projekte und Mitwirkung an der Begleitung der Masterplankommunen.

## Auszeichnungen
- 2005: Bundesverdienstkreuz am Bande[3]

## Mitgliedschaften (Auswahl)
- 1983–1985: Mitglied der Enquete-Kommission des Berliner Abgeordnetenhauses „Energiepolitik für Berlin“[7]
- 1989–1992: Mitglied der Enquete-Kommission des Landtages Schleswig-Holstein „Zukünftige Energieversorgung in Schleswig-Holstein“[8]
- 2000–2002: Mitglied der Enquete-Kommission „Nachhaltige Energieversorgung unter den Bedingungen der Liberalisierung und Globalisierung“ des 14. Deutschen Bundestages[3]
- 1989–2006: Mitglied und Vorsitzender (1989–1999) des Berliner Energiebeirates[7]
- 2007–2014: Mitglied und Vorsitzender des Berliner Klimaschutzrates[8]
- 2005–2010: Delegierter in der Beratenden Kommission für den industriellen Wandel (CCMI) im Europäischen Wirtschafts- und Sozialausschuss (EWSA)[1]
- 2009–2012: Mitglied im Börsenrat der European Energy Exchange (EEX)[9]
- 2014–2015: Stellvertretendes sachverständiges Mitglied der Enquete-Kommission „Neue Energie für Berlin“ des Abgeordnetenhauses Berlin[10]
- Seit 2013: Mitglied im Beirat der Deutschen Unternehmensinitiative Energieeffizienz (DENEFF)[11]
- 2015–2019: Mitglied im wissenschaftlichen Beirat der IZES GmbH, Institut für ZukunftsEnergie und Stoffstromsysteme, Saarbrücken[12]
- 2011–2019: Mitglied der durch die Bundesregierung berufenen unabhängigen Experten-Kommission zum Monitoring-Prozess „Energie der Zukunft“ (Energiewende)[13]
- 2012–2018: Mitglied sowie seit 2018 Vorsitzender des Rates der Agora Energiewende.[14]
- 2016–2021: Mitglied im Kuratorium der Stiftung Zukunft des Kohlenstoffmarktes[15]
- Mitglied im Forum für Zukunftsenergien[16]
- Mitglied der Gesellschaft für Energiewissenschaft und Energiepolitik

## Schriften (Auswahl)
- mit Urs Dolinski: Maßnahmen für eine sichere und umweltverträgliche Energieversorgung. Deutsches Institut für Wirtschaftsforschung. Sonderheft 125, 1978. Duncker&Humblot, Berlin 1978, ISBN 3-428-04265-4.
- mit Eckhard Casser, Jörg-Peter Weiß: Möglichkeiten der künftigen Strombedarfsdeckung in der Bundesrepublik Deutschland. Deutsches Institut für Wirtschaftsforschung. Sonderheft 125, Duncker&Humblot Berlin 1980, ISBN 3-428-04766-4.
- Beurteilung der Wirtschaftlichkeitsschwelle und Analyse der Produktionskapazitäten bei neuen Technologien zur Energieeinsparung in mittel- bis längerfristiger Sicht – Dargestellt an Wärmepumpen u. Solaranlagen. Deutsches Institut für Wirtschaftsforschung. Sonderheft 139, Duncker&Humblot, Berlin 183, ISBN 978-3-428-05497-8.
- mit Georg C. Goy, Franz Wittke, Fredy Jäger, Peter Kunz, Wilhelm Mannsbart, Helmut Poppke: Erneuerbare Energiequellen. Abschätzung des Potentials in der Bundesrepublik Deutschland bis zum Jahr 2000. R. Oldenbourg Verlag München/Wien 1987, ISBN 3-486-26306-4.
- mit Günter Borch, Felix Chr. Matthes: Aktualisierung von Energieszenarien und Erarbeitung eines energiepolitischen Handlungskonzepts für Berlin. Studie i. A. der Senatsverwaltung für Stadtentwicklung und Umweltschutz, Berlin 1992.
- mit Jochen Diekmann, Manfred Horn: Energiepreise als Standortfaktor für die deutsche Wirtschaft. Deutsches Institut für Wirtschaftsforschung. Sonderheft 162, Duncker&Humblot, Berlin 1997, ISBN 3-428-09333-X.
- mit Hans-Jochen Luhmann, Edda Müller, Joachim Nitsch et al.: Mineralölkonzerne und Klimazerstörung. Wie man Investitionen in erneuerbare Energien umlenken kann und damit das Klima schützt. Studie im Auftrag von Greenpeace Deutschland. Wuppertal, 2002.
- mit Jochen Diekmann, Michael Kohlhaas, Regina Betz, Harald Bradke, Dirk Köwener, Karoline Rogge et al.: Entwicklung eines nationalen Allokationsplans im Rahmen des EU-Emissionshandels. Umweltbundesamt, Texte 17/07. 2007, ISSN 1862-4804. online
- mit Manfred Horn, Felix Chr. Matthes, Ralph, Gerald Menzler: Ermittlung der Potenziale für die Anwendung der Kraft-Wärme-Kopplung und der erzielbaren Minderung der CO 2 -Emissionen einschließlich Bewertung der Kosten (Verstärkte Nutzung der Kraft-Wärme-Kopplung). Umweltbundesamt, Climate Change 10/07. 2007, ISSN 1862-4359. online
- mit Jochen Diekmann, Uwe Leprich: Regulierung der Stromnetze in Deutschland. Ökonomische Anreize für Effizienz und Qualität einer zukunftsfähigen Netzinfrastruktur. Edition der Hans-Böckler-Stiftung 187, 2007, ISBN 978-3-86593-067-5.
- mit Felix Chr. Matthes: Entwicklung des deutschen Kraftwerksparks und die Deckung des Strombedarfs. Kurzexpertise für den Rat für Nachhaltige Entwicklung. Berlin, Oktober 2008. In: Rat für Nachhaltige Entwicklung,text Nr. 26, Oktober 2008. online
- mit Barbara Schlomann, Matthias Reuter, Wolfgang Eichhammer: Methoden- und Indikatorenentwicklung für Kenndaten zum Klimaschutz im Energiebereich. Umweltbundesamt, Climate Change 12/2016. ISSN 1862-4359.online
- Energiewirtschaft und Energiepolitik vor neuen Herausforderungen. Möglichkeiten und Folgen eines Ausstiegs aus der Kernenergie. In: Aus Politik und Zeitgeschichte. Beilage zur Wochenzeitung Das Parlament, B 32/86 vom 9. August 1986.
- Energiepolitik und Kernenergie. In: Schriftenreihe der Wirtschafts- und sozialwissenschaftlichen Gesellschaft Trier e.V., Band 12, 1987.
- mit Herbert Wilkens: Die wirtschaftliche Bedeutung des Mittleren Ostens für die Bundesrepublik. In: Brennpunkt Mittel-Ost. Kohlhammer Taschenbücher Band 1055, 1991, ISBN 3-17-007107-6.
- Energiestrategische Optionen für die Bundesrepublik Deutschland. In: Tom Koenigs/Roland Schaeffer (Hrsg.), Energiekonsens? Der Streit um die zukünftige Energiepolitik. München 1993, ISBN 3-922696-35-X.
- Was haben wir aus der bisherigen Energiekontroverse gelernt? In:U. Steger und A. Hüttl (Hg.), Strom oder Askese? Auf dem Wege zu einer nachhaltigen Strom- und Energieversorgung. Campus Verlag, Frankfurt an Main/New York 1994, ISBN 3-593-35219-2.
- Entwicklungsstrategien im Norden. In: Das Klima zwischen Nord und Süd. Sustainable Development und Klima. Society for International Development – Berlin, SID-Berlin Bericht Nr. 8, 1995. ISBN 3-9804456-0-7.
- Energie zu tiefen Preisen. Die positiven Auswirkungen des liberalen Strommarktes sollten nicht überschätzt werden. In: Hans-Herbert Holzamer (Hrsg.), Wirtschaftsstandort Deutschland. Mythen Fakten Analysen. Olzog-Verlag, München 1996, ISBN 3-7892-9328-8.
- als Hrsg.: Externe Kosten in der Stromerzeugung [Energie im Dialog, Band 4].Frankfurt am Main: VWEW Energieverlag, 2004 – ISBN 3-8022-0794-7.
- Was können die erneuerbaren Energien? Traum oder reale Chance. In: Jürgen Petermann (Hrsg.), Sichere Energie im 21. Jahrhundert. Hoffman und Campe Verlag. Hamburg 2006, ISBN 3-455-09554-2.
- Von der Versorgungssicherheit zum Klimaschutz. Die Entwicklung der Energieversorgung seit 1959. In: Christian Böllhoff/Hans J. Barth (Hrsg.) Der Zukunft auf der Spur. Analysen und Prognosen für Wirtschaft und Gesellschaft. Schäffer-Poeschel Verlag Stuttgart 2009.
- EU Emission Trading and National Allocation Plans 2005–2007: The Case of Germany. Transatlantic Energy Conference, Toronto September 2005. In: Burkard Eberlein and G. Bruce Doern (Editors). Governing the Energy Challenge. Canada and Germany in a Multi-Level Regional and Global Context. University of Toronto Press 2009. ISBN 978-0-8020-9305-9.
- Europa kann zeigen, dass der Klimawandel aufzuhalten ist. In: Boris Penth, Hartwig von Schubert (Hrsg.). Europa Mission – kulturell und politisch. Röhrig, St. Ingbert 2020, ISBN 978-3-86110-758-3.